# Taumatin
Taumatin je niskokaločni zaslađivać i modifikator ukusa. Ovaj protein se često prventeno koristi zbog njegovih svojstava modifikovanja ukusa.
Taumatini su otkriveni u smeši proteina izolovanih iz voća Thaumatococcus daniellii iz zapadne Afrike. Neki od proteina taumatinske familije su zaslađivači koji su oko 2000 puta potentniji od šećera. Mada su veoma slatki, ukusi taumatina se znatno razlikuju od ukusa šećera. Slatkoća taumatina se veoma sporo formira. Njegova percepcija traje dugo, i daje sladiću sličan zaostali ukus u ustima pri upotrebi većih količina. Taumatin je veoma rastvoran u vodi, stabilan pri zagrevanju, i u kiselim sredinama.

## Literatura
- Higginbotham, JD (1986).  Gelardi RC, Nabors LO, ур. Alternative sweeteners. New York: M. Dekker, Inc. ISBN 978-0-8247-7491-2.
- Higginbotham J, Witty M (1994). Thaumatin. Boca Raton: CRC Press.